# Schloss Hackerskofen

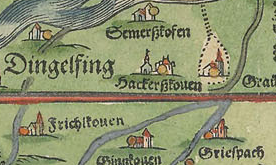
Schloss Hackerskofen auf den Bairischen Landtafeln von Philipp Apian (1568)

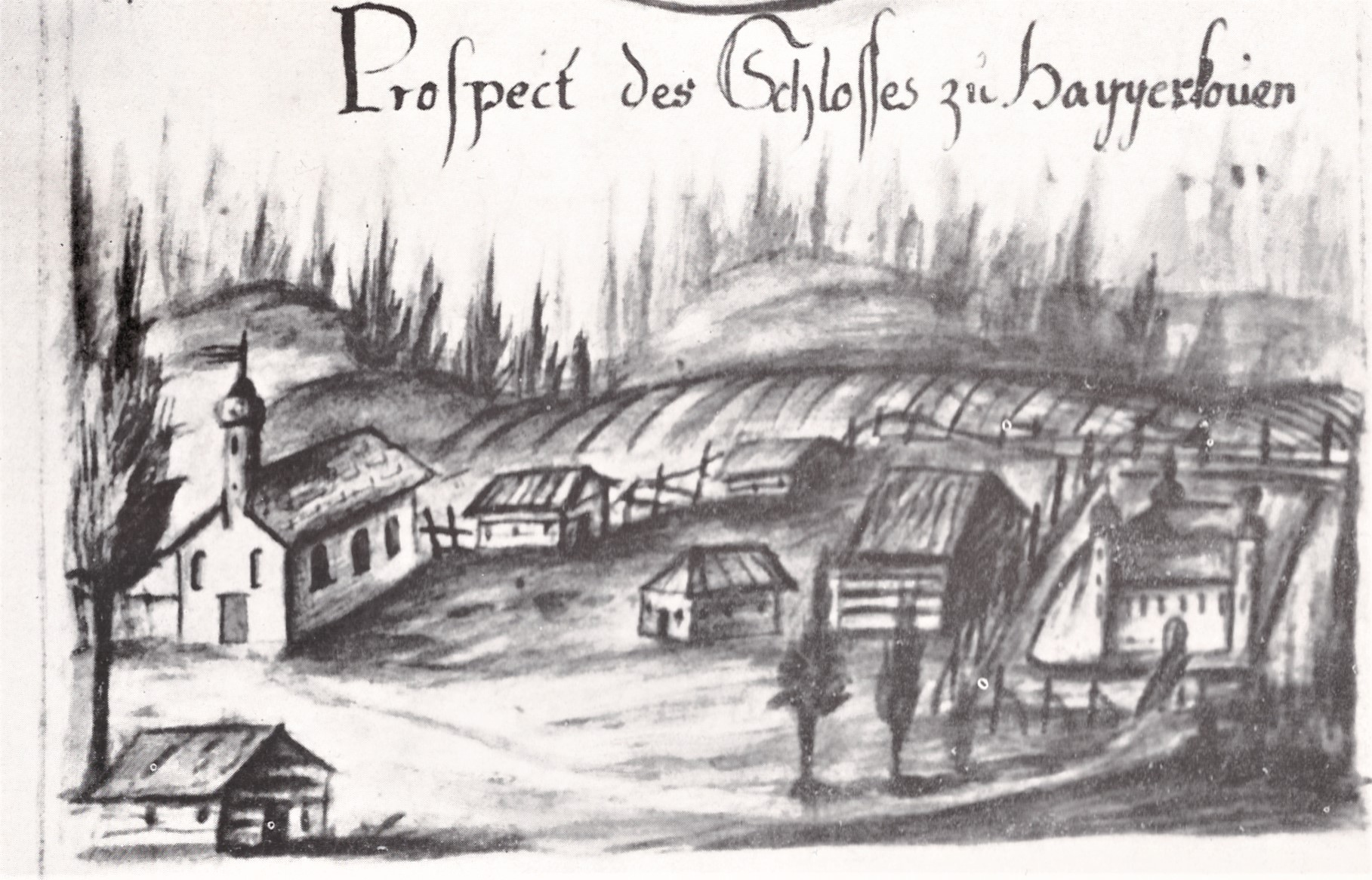
Schloss Hackerskofen nach einer Zeichnung des Pfarrers Franz Xaver Prechtl (1790)

Das abgegangene Schloss Hackerskofen befand sich in Hackerskofen, einem Ortsteil der  niederbayerischen Gemeinde Gottfrieding im Landkreis Dingolfing-Landau. Das ehemalige Schloss ist nicht als Bodendenkmal im Bayernatlas eingetragen.

## Baulichkeit
Nach dem „Bayrisch Stammen-Buch, dritter Teil“ von Wiguleus Hund war hier „ein alt verfallens Burgstall, so die Beheim (= Böhmen) vor Jahren zerstört und abgebrannt“ haben. Die Angabe bezieht sich auf die Auseinandersetzungen zwischen dem Habsburger Friedrich der Schöne und Ludwig der Bayer in der Zeit zwischen 1313 und 1322, die durch die Schlacht bei Mühldorf zugunsten von dem Wittelsbacher beendet wurden. 1550 ist hier von einem Sitz und einem Sedelhof die Rede. Nach der Karte der Philipp Apian steht 1568  neben der Ortskirche St. Maria eine bedeutsame Wehranlage mit einem von einem steilen Satteldach gedeckten Turm und einem Scharwachtturm. Michael Wening schreibt hingegen in seiner Topographie von 1726: „Anno 1648 ist das Schloß von den Schwedischen Kriegs-Zeiten in Aschen gelegt worden / welches wegen seiner sauberen Wolständigkeit zuerhalten würdig wäre ... Deß gemainen Manns Wohnungen befinden sich in gutem Standt / entgegen aber das Herrschaftliche Schloß noch vnerbauet.“ Von dem Martinsbucher Pfarrer Franz Xaver Prechtl wird 1793 eine Abbildung des Schlosses überliefert, deren Realitätsgehalt aber in Zweifel gezogen werden muss, da diese nur auf mündliche Überlieferungen beruht. Demnach war das Schloss ein annähernd quadratisches Gebäude, das von einem Wassergraben umgeben war und an den Ecken kuppelbewehrte Rundtürme aufwies. Das im Dreißigjährigen Krieg zerstörte Schloss wurde nicht mehr aufgebaut. Im Ort zeugt noch die Schlossstraße von der Anlage, deren Reste noch im 19. Jahrhundert vorhanden gewesen sind.

## Geschichte
1348 wird hier Ott der Pölnchour zu Hackerskofen und Moosthenning genannt, ihm folgen bis zum 29. September 1387 Hartweig (Hartlieb), Matheus und Stephan die Pollnkofen nach. Hartlieb Pollnkofer verkauft an diesem Tag seinen Anteil an seine Brüder. 1389 wird hier Stephan der Pöllnchouer zu „Hokkeróuen“ und Mamming genannt. 1393 sind hier die Brüder Sighard und Ulrich die Pollnkuoer ansässig, 1404 werden Rieger und Conrad die Pollnkouer genannt, 1424 Konrad der Polenchoffer zu Hackershofen und Mamming allein. Ihm folgt 1470 Wolfgang Pelkofer, Burgtruchsess zu Burghausen und danach Stefan Pelkofer zu Hackershofen und Haiming. Um 1508 sind hier Sebastian und Paul Pelkofer zu Hohenbuchbach und Hackerskofen, ab 1522 ist hier Paul Pelkofer, ebenfalls Burgtruchsess zu Burghausen, allein genannt. Auf ihn folgen 1546 Wolfgang und Paul Pelkofers Erben, diese sind Christoph, Georg, Brigitte, Elsbeth und Anna zu Hohenbuchbach und Hackerskofen.
Um 1579 bis 1587 ist hier Hans Christoph Goder von Kriesdorf zu Kalling und Hackerskofen. Er wirtschaftete offenbar sehr schlecht und so beantragen die Vormünder seiner Kinder Hans, Adam und Sabina die Besitzungen zu verkaufen. Am 6. Mai 1588 erwirbt Carl Staudinger zu Türkenfeld, Hackerskofen und Hohenbuchbach diese Besitzungen. Um 1615 folgt ihm sein Sohn Johann Baptist von Stauding zu Türkenfeld und Hackerskofen, der am 20. August 1637 das Adelsprädikat erhielt; er war u. a. Landrichter zu Dachau bzw. Pfleger zu Cham. Die Witwe Maria Jakobe von Stauding verkauft 1649 die spätere Hofmark Hackerskofen an Ferdinand Paungartner von Deutenkofen zu Hundspoint und Hackerskofen, Kastner zu Teisbach († 23. Februar 1654). Seine Erben verkaufen die Hofmark an Hans Christoph den Ecker zu Kapfing und Train. 1662 folgt die Vermögensverwalter der Ecker, nämlich Dr. jur. Johann Leithner und Simon Hochholzer, Dechant und Pfarrer zu Otzing. Letzterer bringt die Hofmark 1663 aus der Gantmasse der Ecker seinem Bruder, Georg Hochholzer, Stadtphysikus zu Landshut, zu. Ab dem 15. Dezember 1698 sind hier die Erben nach Georg Hochholzer. Ab dem 18. Januar 1701 sind hier Ignaz Damian Jakob und Georg Cosmas Benedikt Hochholzer und ab dem 29. April 1742 Ignaz Damian Jakob Hochholzer allein. Danach folgen als Erben dessen Witwe Maria Franziska und der Sohn Johann Nepomuk Hochholzer. 1759 kauft Maximilian von Wallner, kurfürstlicher Hofrat in München, die Hofmark. Am 19. Mai 1786 verkaufen dessen Witwe und deren Kinder die Hofmark an Joseph Maria Peregrin Reichsfreiherr von Lerchenfeld. 1826 wird die Hofmark an Johann Baptist Freiherr zu Ickstatt, königlich bayerischer geistlicher Rat und Kanonikus des aufgelösten Kloster St. Martin zu Landshut, veräußert. Bereits am 10. Juli 1828 kommt sie an dessen Nichte Magdalena von Schultes, geb. von Ickstatt († 3. März 1843 in München). 